# 5. Sinfonie (Dvořák)
Die Sinfonie Nr. 5 F-Dur op. 76 ist eine Sinfonie von Antonín Dvořák. Sie wurde zu Lebzeiten des Komponisten als dessen 3. Sinfonie veröffentlicht. Trotz ihrer höheren Opuszahl entstand sie vor der 6. Sinfonie (op. 60) und der 7. Sinfonie (op. 70). Das Werk ist dem Dirigenten Hans von Bülow gewidmet.

## Entstehung
Die 5. Sinfonie entstand in den Sommermonaten des Jahres 1875. Zwischen der Vollendung seiner 4. Sinfonie und der neuen Sinfonie lag etwa ein Jahr, in welchem Dvořák zu einem noch persönlicheren und ausgefeilteren Kompositionsstil fand. So ist die 5. Sinfonie ihren Vorgängerinnen an Reife und Vollendung der musikalischen Form überlegen.
Wie die nachfolgende 6. Sinfonie hat auch diese Sinfonie einen starken pastoralen und typisch böhmischen Charakter, weshalb in Zusammenhang mit der 5. Sinfonie manchmal von Dvořáks Pastorale gesprochen wird. Dies kann damit in Verbindung stehen, dass der Komponist sich im Sommer meist auf einen Landsitz in Vysoká u Příbramě zurückzog, um ungestört komponieren zu können. Auch die 5. Sinfonie entstand im Sommer 1875 in ländlich-ruhiger Umgebung.
Zwischen Vollendung und Uraufführung lag ein ungewöhnlich langer Zeitraum von etwa vier Jahren. In der Zwischenzeit hatte u. a. Johannes Brahms dem aufstrebenden jungen Komponisten zum internationalen Durchbruch verholfen. Am 25. März 1879 kam es in Prag zur Uraufführung unter Leitung von Adolf Čech.

## Zur Musik

### Besetzung
2 Flöten, 2 Oboen, 2 Klarinetten (2. auch Bassklarinette), 2 Fagotte, 4 Hörner, 2 Trompeten, 3 Posaunen, Pauke, Triangel und Streicher.

### 1. Satz: Allegro ma non troppo
Der Hauptsatz beginnt mit einem pastoralen Thema in den Holzbläsern, welches schnell vom ganzen Orchester aufgenommen und gesteigert wird. Ein zweiter, beschleunigender Gedanke des Orchesters wird anschließend vorgestellt und gleich verarbeitet. Dieses zweite Thema behält auch in der Durchführung die Oberhand. Der pastorale Klang wird im ganzen Satz stets beibehalten. Der erste Satz verklingt schließlich auch im piano mit der letzten Rezitation des Hauptthemas in den Hörnern.

### 2. Satz: Andante con moto
Das Andante beginnt mit einem traurig-lyrischen Thema, welches vom Violoncello vorgetragen wird. Es ist ein typischer Wesenszug in Dvořáks Kompositionsstil, dem Cello wichtige und tragende Passagen, beispielsweise die Vorstellung von Hauptthemen, zu übertragen.
Das Thema wird ausgiebig vorgestellt und eingeführt, bevor ein deutlich abgetrennter zweiter, lichterer Teil in den Holzbläsern beginnt. Die Streicher nehmen hierbei begleitende Rolle im Pizzicatostil ein. Ein plötzliches Orchestertutti führt anschließend zu einem retardierenden Moment, bevor sich das lyrische erste Thema, nun in den Flöten und von den Streichern mit Figurenwerk umspielt, zurückmeldet. Es führt zu einem dramatischen und pochenden Höhepunkt, der an den Beginn der 1. Sinfonie von Johannes Brahms erinnert. Anschließend klingt das Andante leise mit dem ersten Thema aus.

### 3. Satz: Allegro scherzando
Das folgende Allegro scherzando passt nahtlos in die Reihe Dvořákscher Scherzi aus seinen anderen Sinfonien hinein. Ein heiterer und besonders böhmisch-national geprägter Stil sind hierfür charakteristisch.
Der Satz beginnt mit einem Andante con moto, quasi l’istesso tempo, einer fragenden und zaghaften Geste der Holzbläser, welche die Celli mit dem Zitat des lyrischen und prägenden Themas des zweiten Satzes beantworten. Erst jetzt kann sich das heitere und gesangliche Scherzo-Thema durchsetzen. Die Triangel begleitet es in einigen Momenten. Das Thema durchläuft nahezu alle Teile des Orchesters, bevor ein tänzerisches aber zurückhaltendes Trio beginnt. Mit der Wiederholung des ersten Teils klingt der Satz heiter aus.

### 4. Satz: Finale, Allegro molto
Das Finale ist seiner Form nach nicht eindeutig zu definieren und changiert zwischen Sonatensatzform und Rondo.
Der Satz beginnt unvermittelt mit dem bewegten Hauptthema, welches zunächst in den tiefen Streichern vorgestellt wird. Die Wiederholung im ganzen Orchester deutet einige kontrapunktische Verschiebungen an. Nach einem kurzen Ruhepunkt kehrt das Thema hektisch von den Streichern vorgetragen zurück. Erst jetzt kann sich ein zaghaftes zweites Thema vorstellen, welches eher einer „endlosen Melodie“ in Wagners Stil gleicht. Auch dieses Thema kommt wieder zum Stillstand, bevor gedämpfte Hornrufe einen seltsam in sich verschlungenen Wandel der Lautstärke und Geschwindigkeit bewirken und zum ersten Thema zurückführen.
Ein drittes Thema, welches beruhigenden Charakter hat, erscheint und wird wiederholt. Wieder führt der Hornruf zu einem Höhepunkt und der Wiederkehr des Hauptthemas. Ein letzter Ruhepunkt führt zur Coda, in der auch noch einmal der Beginn des Hauptthemas des ersten Satzes anklingt, welche den Satz zu einem jubelnden Ende führt.

## Wirkung
Die 5. Sinfonie wurde bei ihrer Uraufführung am 25. März 1879 vom Prager Publikum wohlwollend angenommen, jedoch nicht so frenetisch gefeiert wie andere Sinfonien Dvořáks. Heute gehört sie ebenfalls nicht zu den am häufigsten aufgeführten Sinfonien des Meisters, erklingt aber dennoch regelmäßig in den Konzertsälen.
Die vergleichsweise hohe Opuszahl 76 verdankt das Werk Dvořáks Verleger Fritz Simrock. Aus verkaufstechnischen Erwägungen beschloss dieser, die Sinfonie als Dvořáks dritte und mit einer höheren Opuszahl versehen herauszugeben. Der Komponist hatte ursprünglich die Opuszahl 24 für das Werk vorgesehen, was chronologisch passender gewesen wäre. Simrock setzte sich allerdings gegen den Willen Dvořáks durch. Somit tragen die beiden nachfolgenden, späteren Sinfonien niedrigere Opuszahlen.